# Протич, Андрей
Андрей Димитров Протич (болг. Андрей Протич; 8 ноября 1875, Велес — 3 ноября 1959, София — болгарский искусствовед, археолог и беллетрист.

## Биография
Родился 8 ноября 1875 в городе Велес. Изучал философию в Гейдельберге и Лейпциге (1895–1896), а в 1896–1897 политехнику в Дрезден. В 1901 вернулся в Болгарии и работал учителем средней школы в Софии с 1902 по 1907. В 1903 был одним из основателей компании «Современное искусство». В 1908–1912 годах возглавлял Департамент культуры Министерства национального образования. Писал статьи и обзоры, посвященные искусству и литературе, издавался в журналах «Мисъл», «Отечество», «Българан». С 1912 по 1915 гг. снова работал учителем.
Во время Первой мировой войны был военным корреспондентом, награжден Орденом Чести. В 1919 редактировал газету «Военни известия». С 1920 по 1928 был директором археологического музея в Софии.
Является автором многих изданий по истории болгарского искусства.
Член Болгарского археологического института, с 1920 постоянный член Болгарской академии наук, с 1946 член-корреспондент Румынской академии наук в 1930 — член-основатель Македонского научного института.
Умер 3 ноября 1959 в Софии.

## Литературная деятельность
- The Fine Arts of Bulgaria, London, 1907
- Изкуство, театър и литература. Студии и критика 1902/1907, Кюстендил, 1907
- Архитектоническата форма на Софийската църква «Св. София». Художествено-историческо изследване. София, 1912
- Същност и развитие на българската църковна архитектура, 1922
- Арбанашката къща. Годишник на Археологическия музей, 3, Стр., 1922, с. 29-59
- Новото блъгарско изкуство, 1922
- Югозападната школа в българската стенопис XIII—XIV в. Сборник в чест на Васил Златарски, С., 1925, с. 291-342
- Сасанидската художествена традиция в прабългарите, 1927 (на френски 1930)
- Къщата на копривщенци, 1927
- Изкуството в София, Юбилейна книга за София, 1928
- Денационализация и възраждане на нашето изкуство вот 1393-1878 г. — В: България 1000 часов, С., 1930, с. 383-440
- Петдесет часа блъгарско изкуство, 2 тома, 1933-1934
- И. Мърквичка. Живот и творчество. С., 1955
- Русалка. С. 1914
- Девственият Иосиф. Роман на эдин младеж. С., 1918
- Бунт в Хисарови. Комедия на живота. С., 1940
- Capricio di Capri. Роман. С., 1942[1]